# Xenerpestes minlosi
El colagrís norteño (Xenerpestes minlosi), también denominado colagrís alibandeado (en Ecuador y Panamá), trapecista gris (en Colombia) o coligrís de dos bandas, es una especie de ave paseriforme de la familia Furnariidae, una de las dos pertenecientes al género Xenerpestes. Es nativa del extremo oriental de América Central y del noroeste de América del Sur.

## Distribución y hábitat
Se distribuye desde el este de Panamá, por el noroeste de Colombia, con una población disjunta en el noroeste de Ecuador.
Esta especie es considerada rara y local en su hábitat natural: el dosel y los bordes de selvas húmedas de estribaciones montañosas y de bosques de árboles altos, hasta los 900 m de altitud.

## Sistemática

### Descripción original
La especie X. minlosi fue descrita por primera vez por el ornitólogo alemán Hans von Berlepsch en 1886 bajo el mismo nombre científico; la localidad tipo es: «cerca de Bucaramanga, Santander, Colombia».

### Etimología
El nombre genérico masculino «Xenerpestes» se compone de las palabras del griego «ξενος xenos»: extraño, y «ἑρπηστης herpēstēs »: trepador; y el nombre de la especie «minlosi», conmemora al comerciante y colector germano - venezolano Emilio José Minlos (1856-1901).

### Taxonomía
Los análisis filogenéticos indican que esta especie es hermana de Xenerpestes singularis; las dos difieren en la distribución altitudinal.

### Subespecies
Según las clasificaciones del Congreso Ornitológico Internacional (IOC) y Clements Checklist v.2019 se reconocen dos subespecies, con su correspondiente distribución geográfica:
- Xenerpestes minlosi umbraticus Wetmore, 1951 – este de Panamá (Darién), oeste de Colombia (bajada caribeña hacia el este hasta el río Sinú, y bajada del Pacífico) y en el noroeste de Ecuador (Esmeraldas, noroeste de Pichincha).
- Xenerpestes minlosi minlosi Berlepsch, 1886 – bajada caribeña hacia el este hasta el bajo valle del Magdalena (noroeste de Santander, oeste de Boyacá).